# Gli ultimi saranno i primi
Gli ultimi saranno i primi (Die Letzten werden die Ersten sein), conosciuto in Italia anche con il titolo In caso d'innocenza, è un film del 1957 diretto da Rolf Hansen, basato sull'opera teatrale The First and the Last di John Galsworthy.
È stato presentato in concorso alla 7ª edizione del Festival internazionale del cinema di Berlino.
Si tratta del terzo adattamento cinematografico del dramma di Galsworthy, dopo The Stranger del 1924 e Fatalità del 1940.

## Trama
Tornato dopo alcuni anni trascorsi come prigioniero di guerra, Lorenz Darrandt si innamora della bella prostituta Wanda. Nel tentativo di difenderla dal suo protettore, uccide quest'ultimo e abbandona il cadavere in un vicolo. Disperato, chiede aiuto al fratello Ludwig, un brillante avvocato che pur di proteggerlo fa in modo che un mendicante venga ingiustamente accusato dell'omicidio e condannato a morte. Il rimorso spingerà al suicidio prima Wanda e poi Lorenz.

## Distribuzione
Il film è stato distribuito in Germania Ovest dal 27 giugno 1957 e in Svezia dal 17 febbraio 1958.

## Riconoscimenti
Nel 1957 il film è stato candidato per l'Orso d'oro al Festival di Berlino e Ulla Jacobsson ha ricevuto una nomination come miglior attrice protagonista ai Deutscher Filmpreis.